# Soyouz TMA-13
La mission TMA-13 du programme Soyouz a été lancée le 12 octobre 2008. Elle a assuré le transport de deux membres de l'équipage de l'Expédition 18 vers la Station spatiale internationale. TMA-13 est le 100e vol d'un vaisseau spatial Soyouz depuis le premier en 1967. Elle a pris fin avec son retour sur terre le 8 avril 2009, 178 jours après son lancement.

## Équipage
Équipage de l'Expédition 18 de l'ISS : décollent et atterrissent :
- Yuri Lonchakov (3) Commandant -  Russie
- Michael Fincke (2) Ingénieur de vol -  États-Unis

Décolle uniquement :

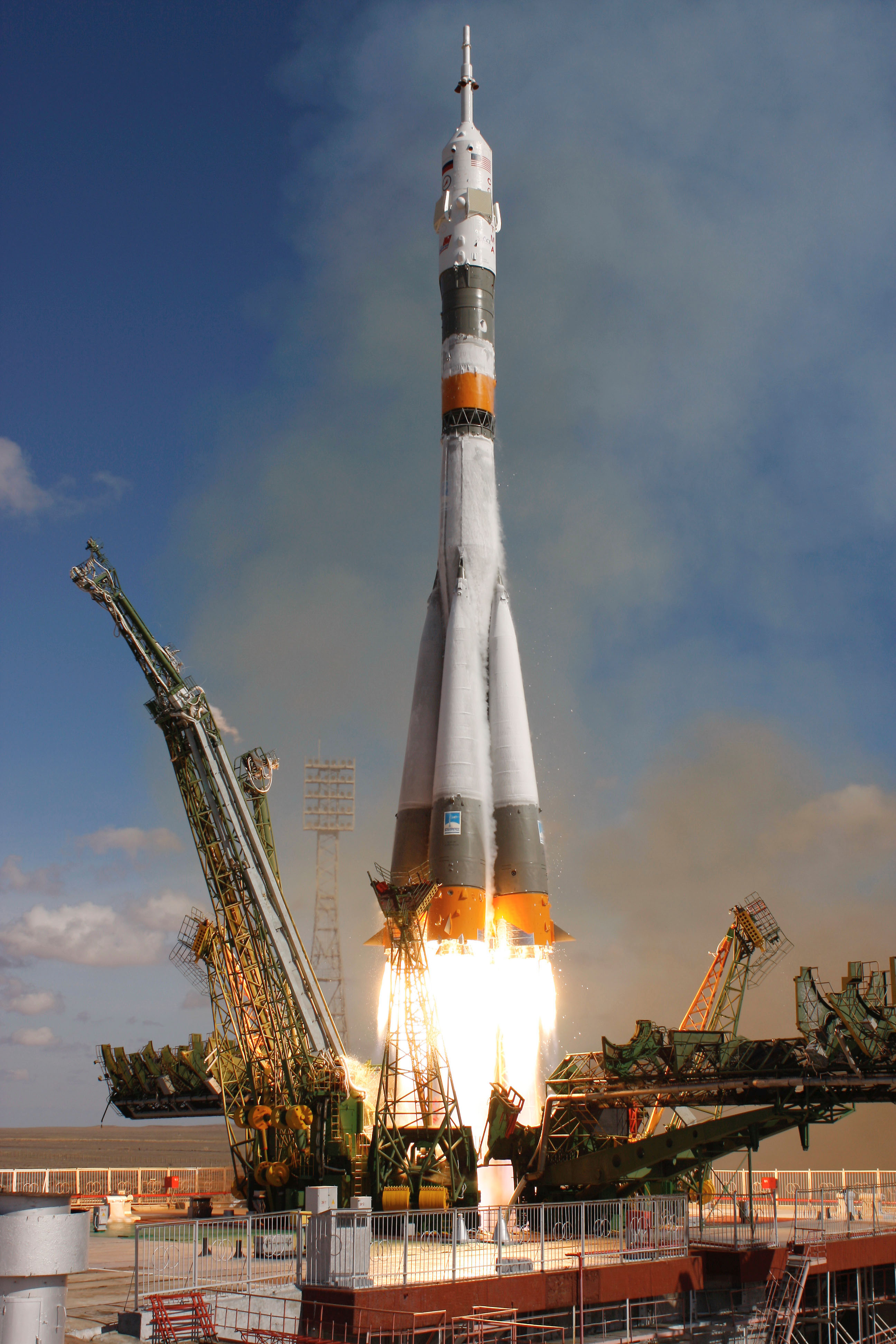
Décollage

- Richard Garriott (1) Touriste Spatial -  États-Unis

Atterrit uniquement :
- Charles Simonyi (2) Touriste Spatial -  États-Unis

Le chiffre entre parenthèses indique le nombre de vols spatiaux effectués par l'astronaute, Soyouz TMA-13 inclus.

## Galerie

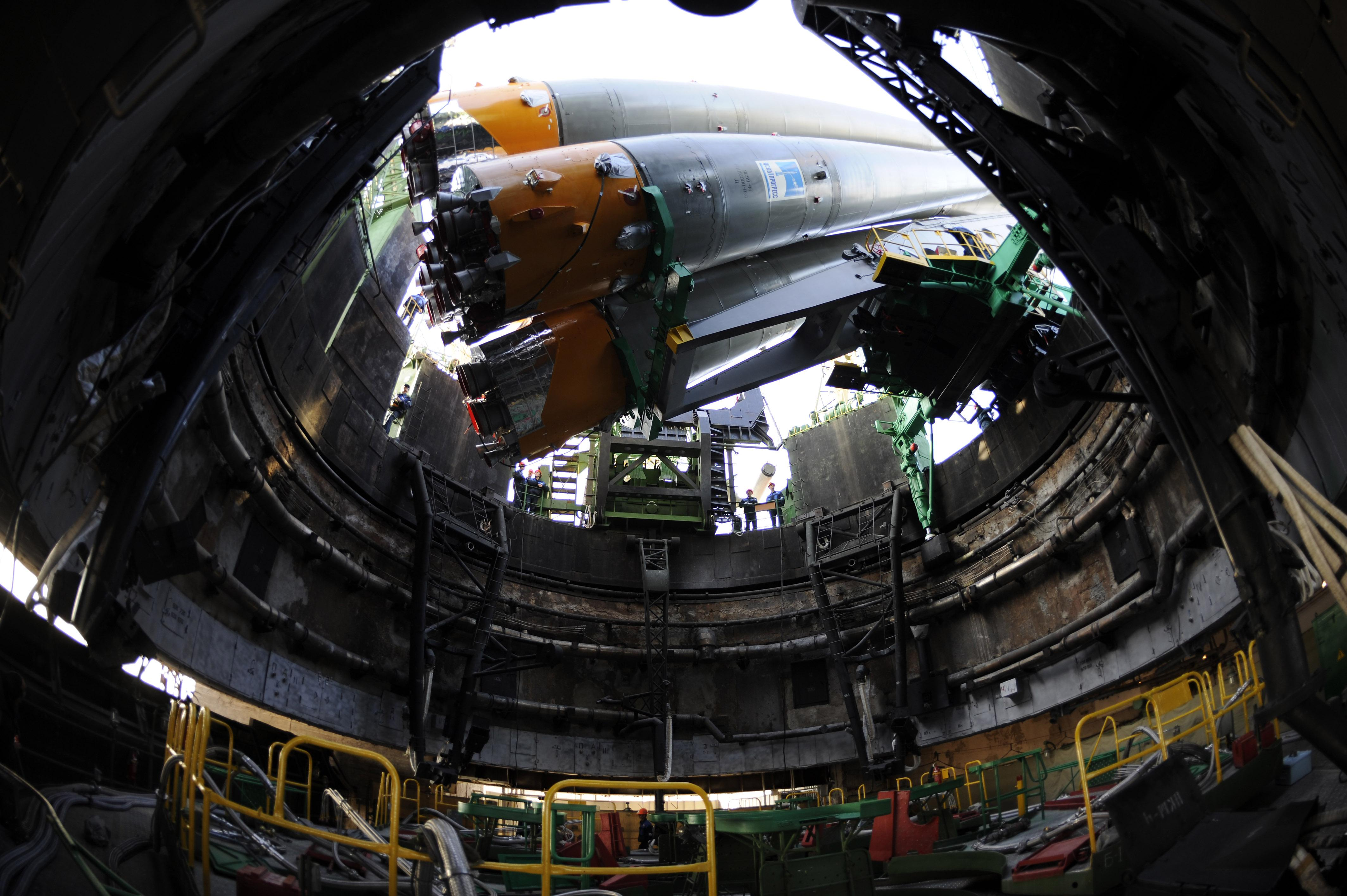
Soyouz TMA-13 arrive au pas de tir du Cosmodrome de Baikonour le 10 octobre 2008.
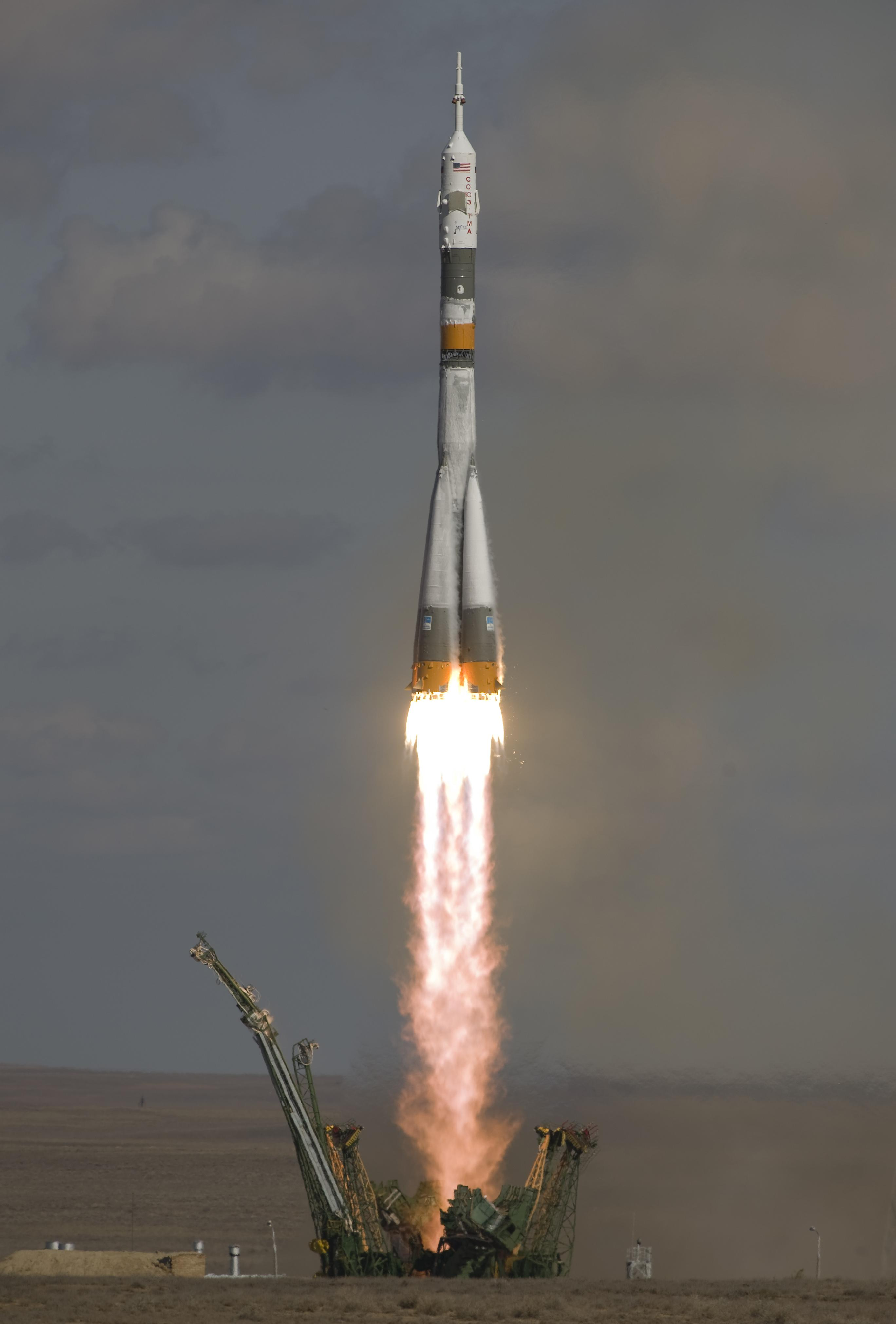
Soyouz TMA-13 décolle de LC-1.
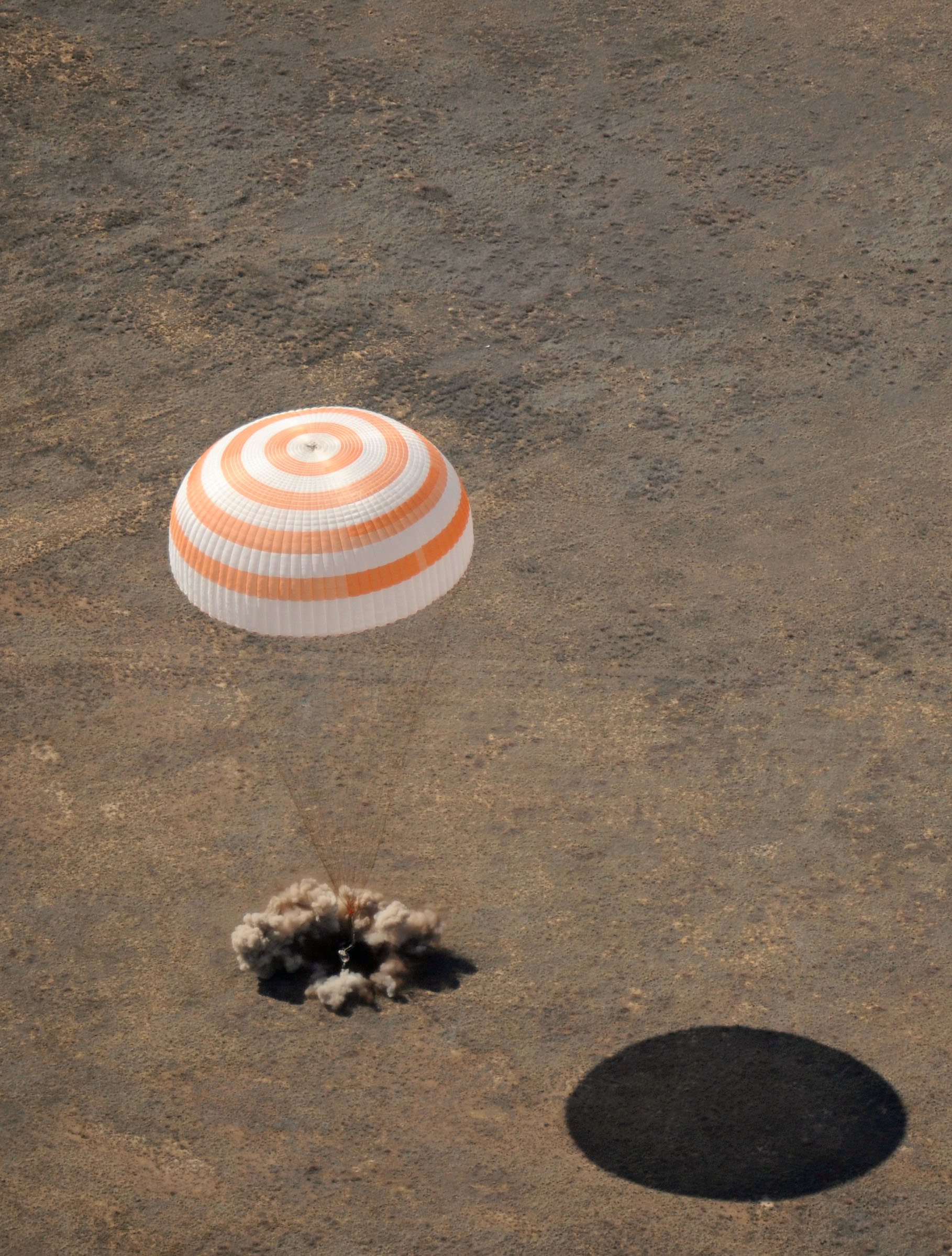
Atterrissage de Soyouz TMA-13.